# Рей Нойфельд
Реймонд Метью Нойфельд (англ. Raymond Matthew Neufeld, нар. 15 квітня 1959, Сен-Боніфас, Вінніпег) — канадський хокеїст, що грав на позиції крайнього нападника.

## Ігрова кар'єра
Професійну хокейну кар'єру розпочав 1979 року.
1979 року був обраний на драфті НХЛ під 81-м загальним номером командою «Гартфорд Вейлерс».
Протягом професійної клубної ігрової кар'єри, що тривала 12 років, захищав кольори команд «Гартфорд Вейлерс», «Вінніпег Джетс» та «Бостон Брюїнс». Взяв участь у 623 іграх НХЛ, включаючи 28 матчів плей-оф Кубка Стенлі.